# Les Salauds Gentilshommes
Les Salauds Gentilshommes (titre original : The Gentleman Bastards) est une série de fantasy de l'écrivain américain Scott Lynch, dont le premier livre, Les Mensonges de Locke Lamora (The Lies of Locke Lamora) est sorti aux États-Unis le 27 juin 2006 et en France le 15 février 2007.

## Tomes de la série
1. Les Mensonges de Locke Lamora, Bragelonne, 2007 ((en) The Lies of Locke Lamora, 2006)
2. Des horizons rouge sang, Bragelonne, 2008 ((en) Red Seas Under Red Skies, 2007)
3. La République des voleurs, Bragelonne, 2014 ((en) The Republic of Thieves, 2013)

H.S : (en) The Bastards and the Knives, 2017

## Les Mensonges de Locke Lamora
Dans la ville de Camorr, les « Gens Biens », les criminels de la ville, sont sous la protection du capa Barsavi qui fait figure de parrain. Les Salauds Gentilshommes, une petite bande dirigée d'abord par Chains, puis par Locke Lamora (surnommé la Ronce de Camorr), s'attaque aux plus grosses proies, les nobles, en les escroquant, malgré la paix secrète normalement en vigueur entre le capa et le duc de Camorr. On découvre comment Locke et ses amis vont être plongés, après l'arrivée en ville du Roi Gris, mystérieux assassin de voleurs, dans une sombre aventure…

## Des horizons rouge sang
Laissant derrière eux leur passé, Locke et Jean font route direction les Sept Essences, vers la cité de Tal Verrar, où ils prévoient de réaliser leur plus gros coup : dévaliser L'Aiguille du péché, sorte de casino élitiste dirigé d'une main ferme par son directeur, Requin, secondé par son employée de confiance Selendri. Dans ce casino, tout acte de tricherie est récompensé par un vol plané du haut de la tour. Mais les mages de Karthain ont d'autres projets pour les deux héros et les remettent entre les mains de l'Archon, dictateur militaire qui compte bien se servir d'eux pour redorer son blason auprès du peuple et ainsi raffermir son pouvoir. Locke et Jean sont donc confrontés à un « jeu périlleux » où aucun faux pas n'est permis : d'un côté parvenir à voler Requin, d'un autre côté remplir la mission fixée par l'Archon…

## La République des voleurs
Dans La République des voleurs, Locke et son ami Jean ont quitté  Tal Verrar avec l'immense regret de s'être fait berner par Requin. Mais l'Archon a fait empoisonner Locke, et ce dernier est mourant. Aucun médecin ou alchimiste ne peut rien pour lui.
Pourtant, alors que la fin est proche, une mystérieuse Mage Esclave propose une mission à Locke, qui peut le sauver ou l'achever…

## Éditions françaises
- Les Mensonges de Locke Lamora, Bragelonne, trad. Karim Cherqui, 2007 ;
- Des horizons rouge sang, Bragelonne, trad. Olivier Debernard, 2008 ;
- La République des voleurs, Bragelonne, trad. Olivier Debernard, 2014.